# Telemiades
Telemiades este un gen de fluturi din familia Hesperiidae. 

## Specii
- Telemiades amphion (Geyer, 1832) Mexic până în Brazilia
- T. amphion amphion Surinam, Brazilia (Pará), Venezuela
- T. amphion fides Bell, 1949 Mexic, Panama
- T. amphion marpesus  (Hewitson, 1876) Brazilia
- T. amphion misitheus  Mabille, 1888 Peru
- T. amphion pekahia (Hewitson, 1868) Venezuela
- Telemiades antiope  (Plötz, 1882)
- T. antiope antiope Columbia, Brazilia (Pará)
- T. antiope tosca   Evans, 1953 Brazilia
- Telemiades avitus  (Stoll, [1781]) Mexic, Surinam, Brazilia, Argentina
- Telemiades centrites  (Hewitson, 1870)
- T. centrites centrites  (Hewitson, 1870)
- T. centrites centrites Ecuador
- T. centrites contra  Evans, 1953 Ecuador
- T. centrites gallius  (Mabille, 1888) Panama, Columbia
- Telemiades choricus (Schaus, 1902) Mexic
- Telemiades delalande (Latreille, [1924]) Brazilia, Costa Rica
- Telemiades epicalus  Hübner, [1819] Surinam, Guiana Franceză, Brazilia, Venezuela
- Telemiades laogonus  (Hewitson, 1876)
- T. laogonus laogunus Brazilia, Argentina
- T. laogonus nicola  (Plötz, 1882) Brazilia (Pará)
- Telemiades litanicus  (Hewitson, 1876) Brazilia (Amazonas)
- Telemiades megallus  Mabille, 1888 Mexic, Panama, Columbia
- Telemiades meris  (Plötz, 1886)
- T. meris meris Columbia
- T. meris brazus Bell, 1949 Brazilia
- Telemiades nicomedes (Möschler, 1879) Mexic, Columbia, Brazilia, French Guiana
- Telemiades penidas (Hewitson, 1867) Brazilia (Pará), Surinam, Peru, Venezuela
- Telemiades sila  Evans, 1953 Venezuela
- Telemiades squanda  Evans, 1953 Brazilia (Rio de Janeiro)
- Telemiades vansa Evans, 1953 Guyana
- Telemiades vespasius  (Fabricius, 1793) Surinam, Brazilia